# New Edubiase

New Edubiase är en ort i södra Ghana. Den är huvudort för distriktet Adansi South, och folkmängden uppgick till 12 046 invånare vid folkräkningen 2010.